# Boulevard du Général-Martial-Valin
Pour les articles homonymes, voir Valin.
Le boulevard du Général-Martial-Valin est un boulevard du 15e arrondissement de Paris. C'est une partie des boulevards des Maréchaux.

## Situation et accès
Le boulevard commence quai d'Issy-les-Moulineaux et pont du Garigliano et finit boulevard Victor. Il a une longueur de 526 mètres pour une largeur de 33 mètres.

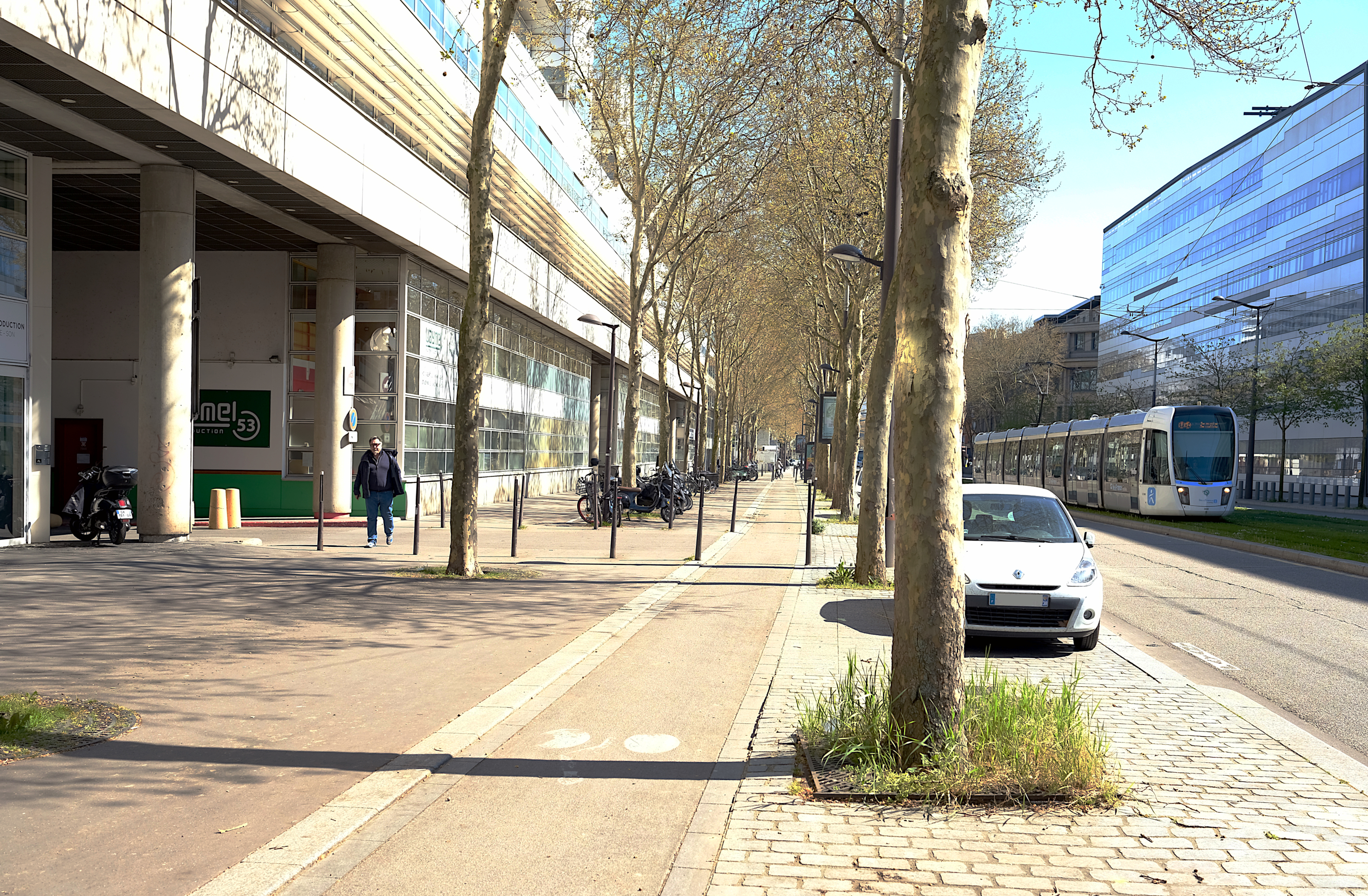
Vers le boulevard Victor.
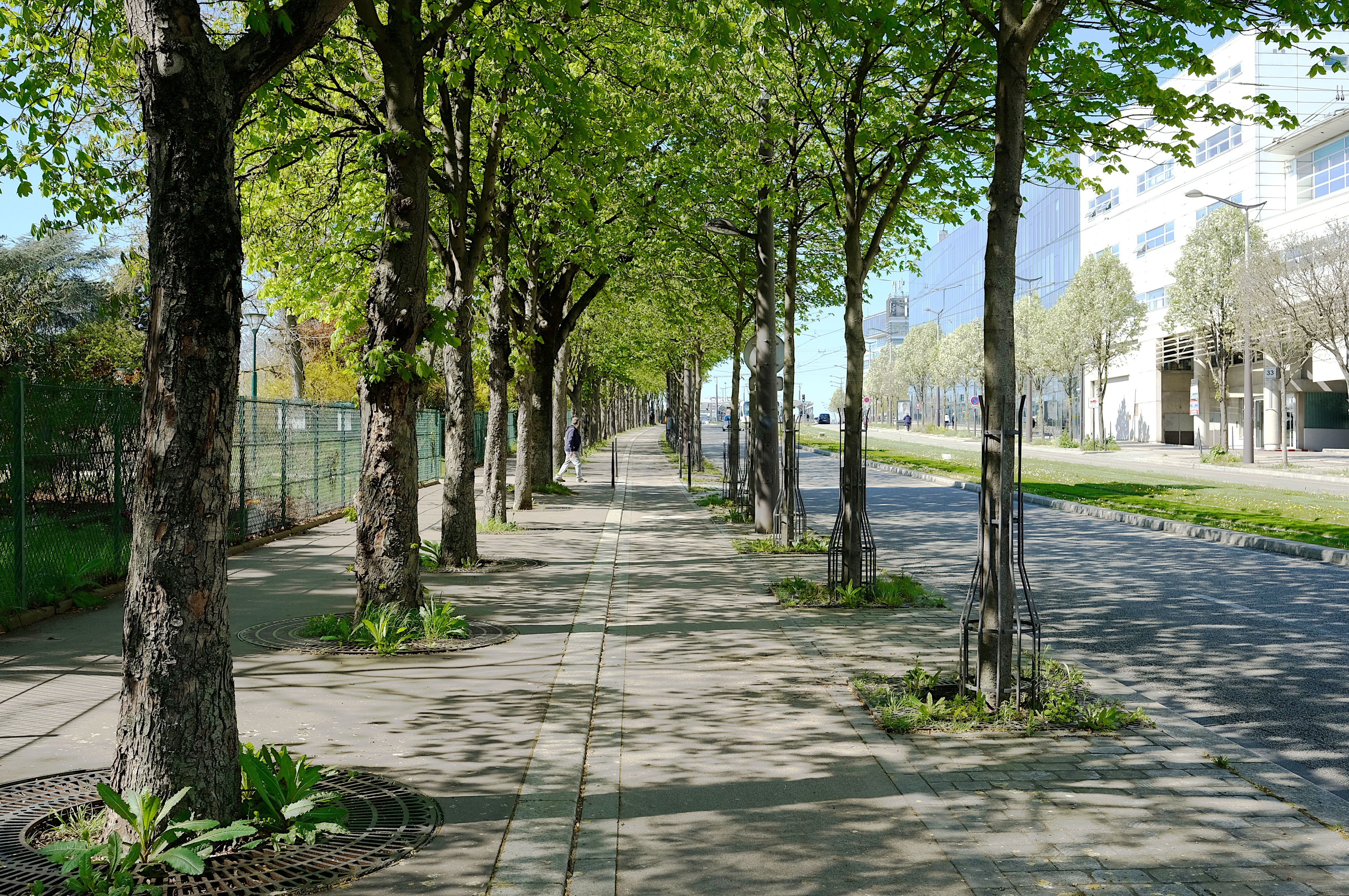
Vers le pont du Garigliano.

La ligne de tram T3a suit son tracé dans toute sa longueur.

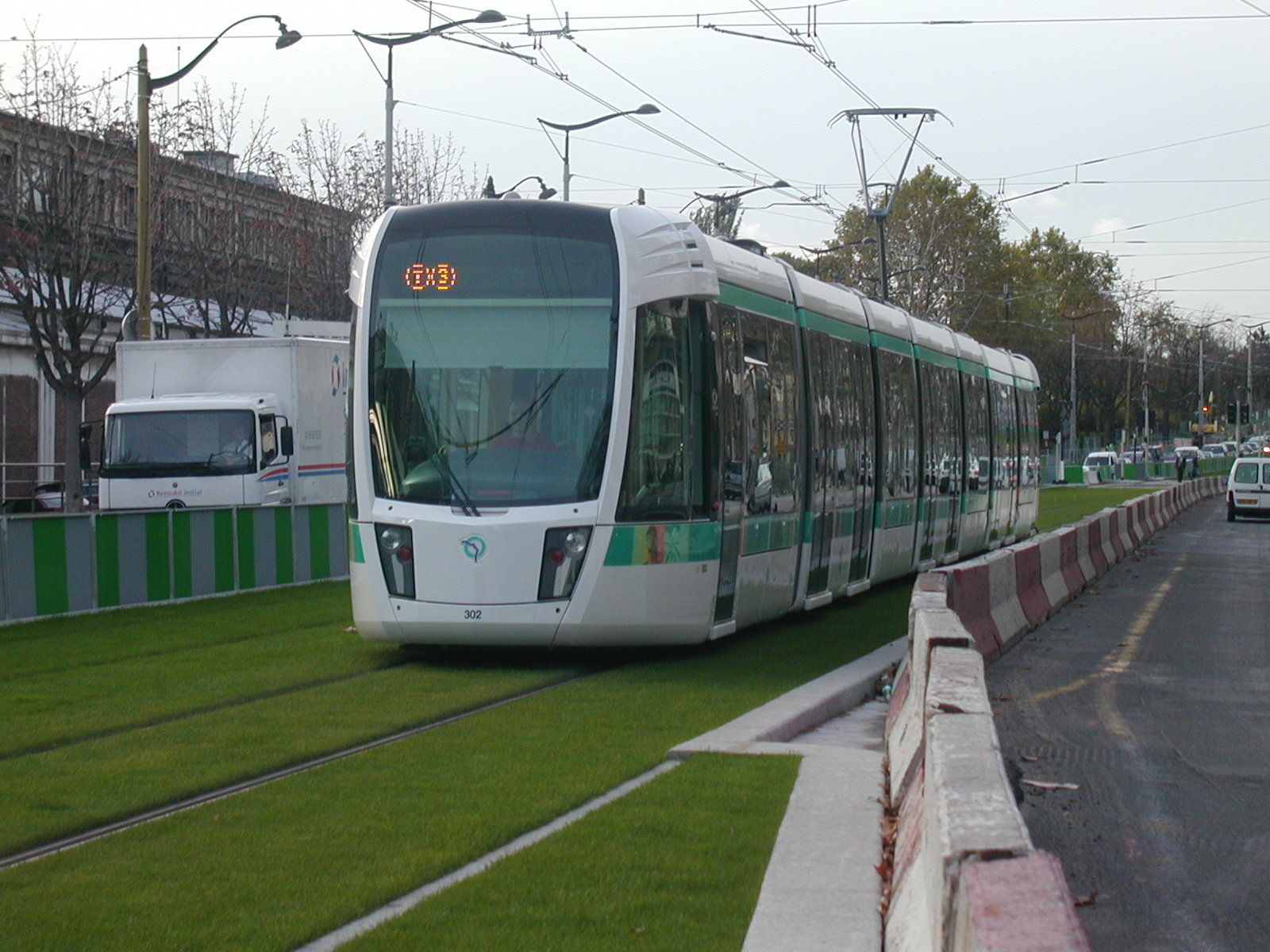
Le T3a sur le boulevard du Général-Martial-Valin.
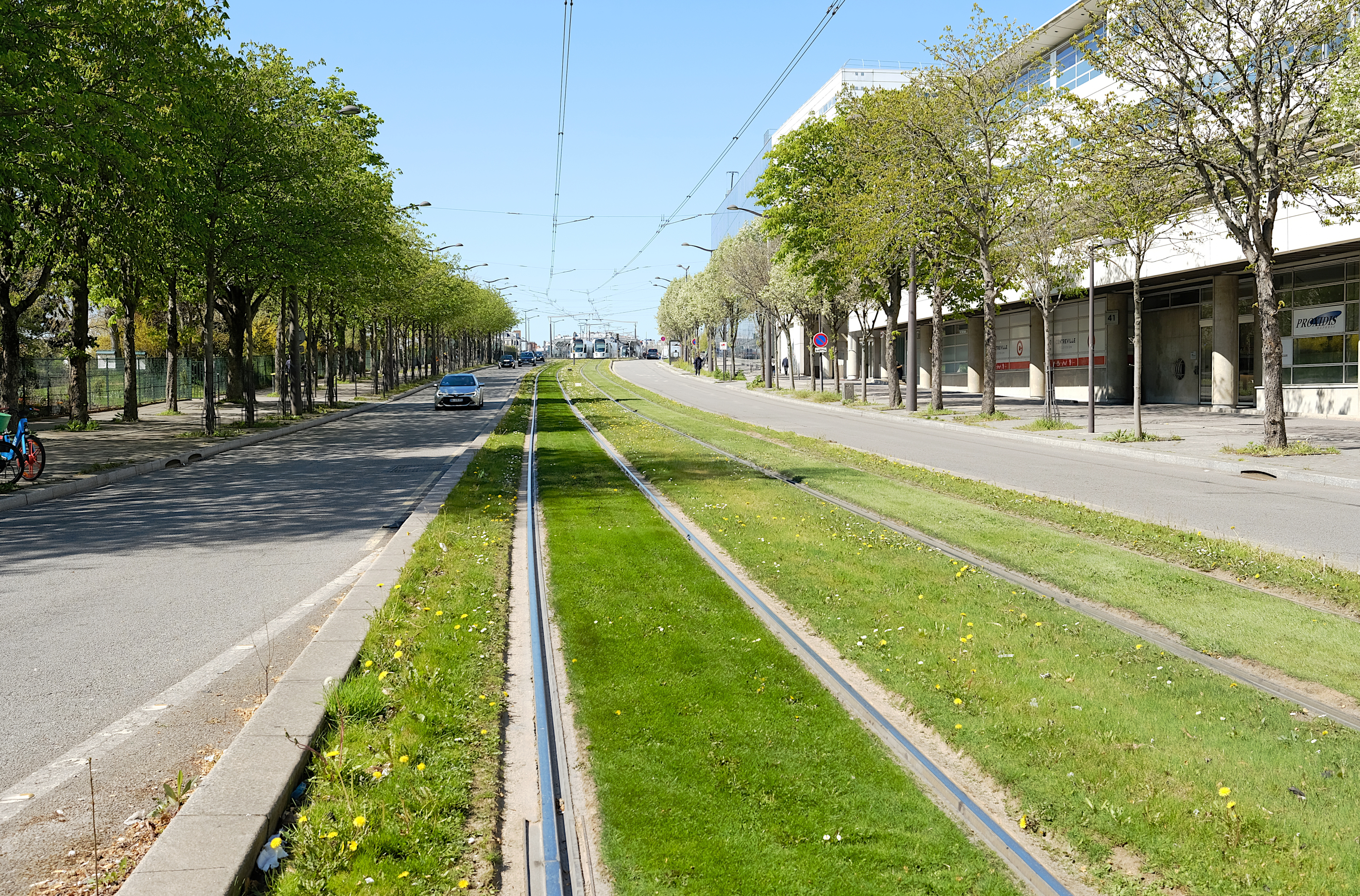
Vers la station terminus du pont du Garigliano.

## Origine du nom
Il a reçu son nom de Martial Valin (1898-1980), général d'armée et inspecteur général de l'Armée de l'air, après avoir été commandant des Forces aériennes françaises libres.

## Historique
Avant 1987, le boulevard faisait partie du boulevard Victor dont le tracé avait été rectifié suivant l'axe du pont du Garigliano lors de la mise en service de celui-ci en 1966.
Il est bordé, entre autres, par le square Carlo-Sarrabezolles, où un cirque s'établissait fréquemment, par les locaux de France Télévisions et par l'ancien site du bassin d'essais des carènes (aujourd'hui démoli) qui fut un centre d'essais et de recherche en hydrodynamique et hydroacoustique navale, dépendant de la direction générale de l'Armement. Ce terrain a été aménagé dans le cadre de l'opération immobilière dite « Hexagone Balard », mise en œuvre afin de regrouper à Paris, sur un même site, certains des services du ministère des Armées et divers états-majors des Forces armées françaises.
Le boulevard du Général-Martial-Valin constitue le premier tronçon sur lequel a fonctionné la ligne T3 lancée en 2006, devenue ligne 3a du tramway d'Île-de-France (T3a) depuis décembre 2012.

## Bâtiments remarquables et lieux de mémoire
- No 2 : siège de Safran (anciennement siège social de Snecma), construit en aluminium par Pierre Dufau en 1976[1].
- No 8 : bâtiment des frères Perret (ancien service technique des constructions navales), construit en 1929 par les architectes Auguste et Gustave Perret, classé[2].
- Nos 33-49 : hôtel industriel Valin construit en 1991 par les architectes Paul Chemetov et Borja Huidobro[3].

## Galerie de photographies

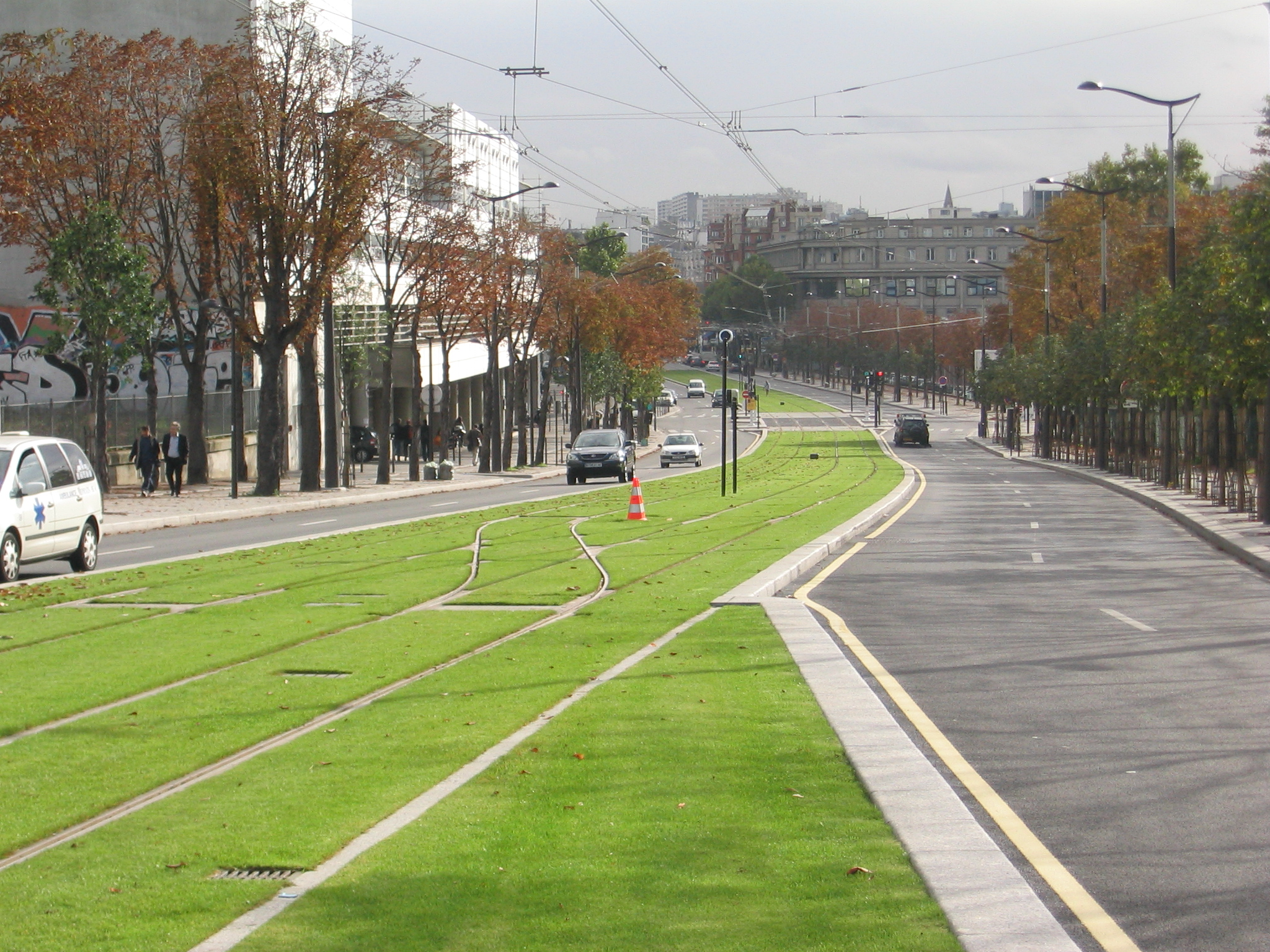
Voies du tramway T3a vues depuis la station Pont de Garigliano, en direction de la station Balard.
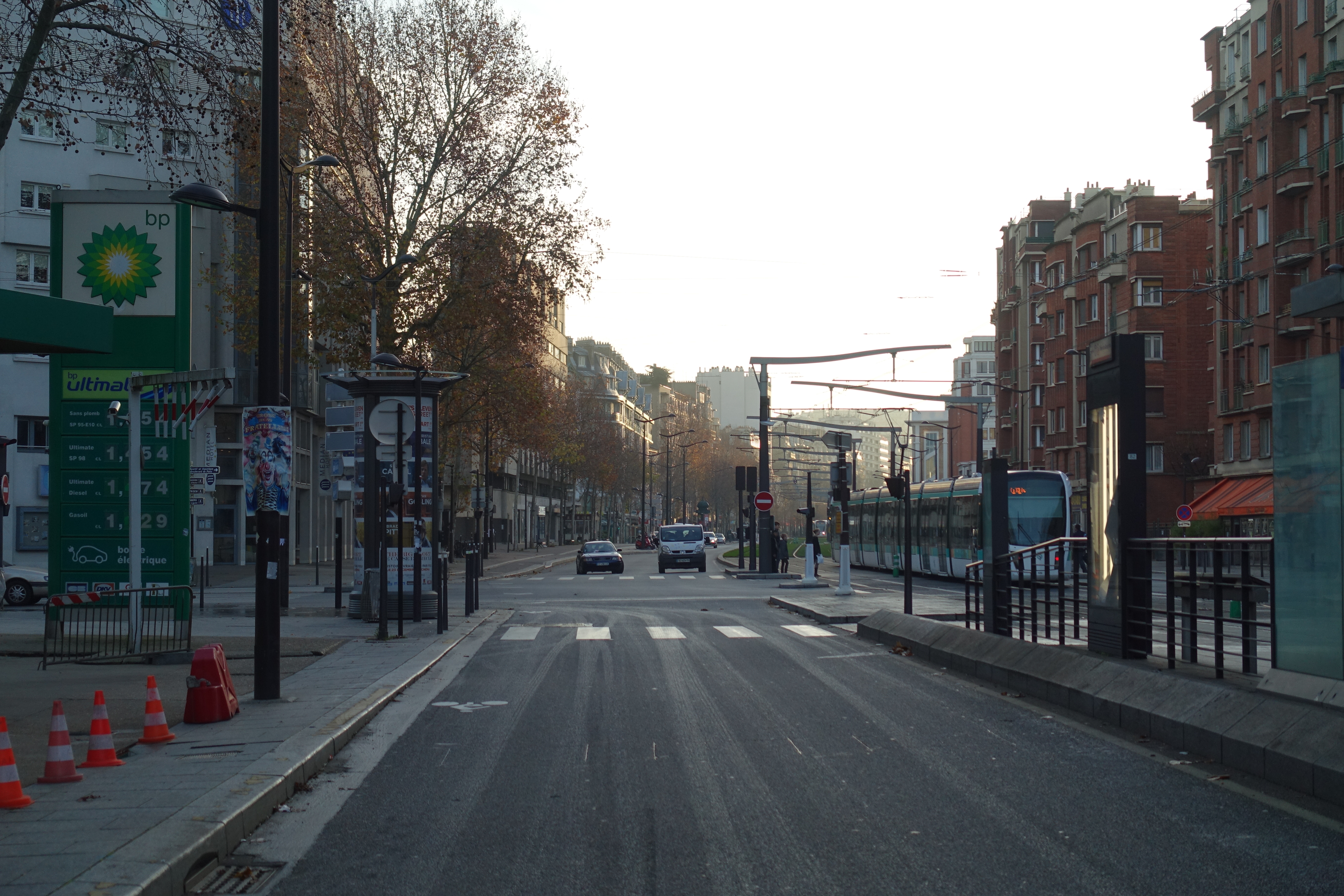
Le tramway à l'extrémité est du boulevard, près de la station Balard.
Siège de la société Safran.
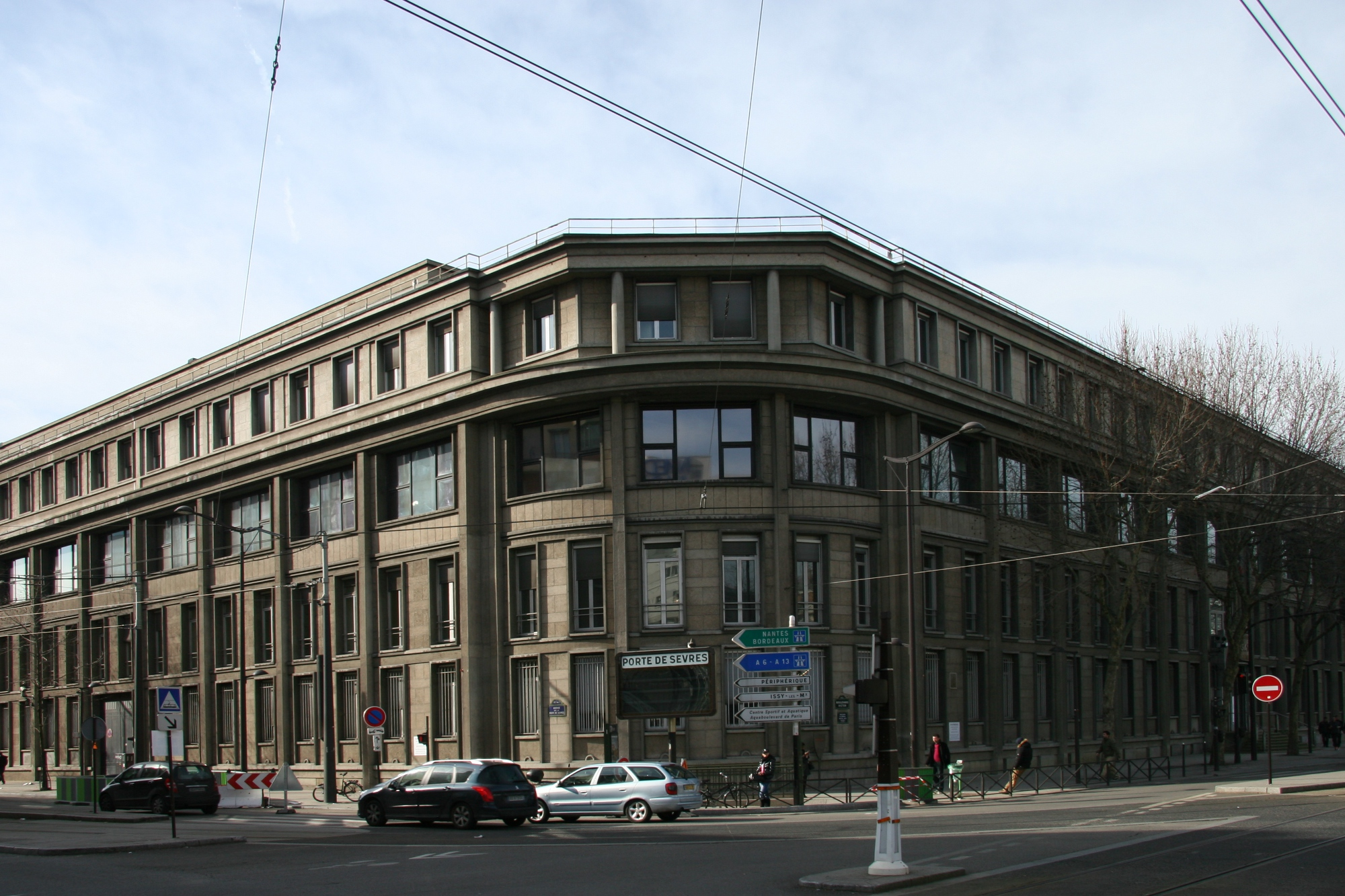
Service technique des constructions navales (frères Perret).